# Numere celebre în analiza matematică

## Numărul luiEuler,e
{\displaystyle e=2,71828182869}
Numărul se poate reține mai ușor cu ajutorul trucurilor mnemonice: „Pe numărul e savantul îl stimează, e academic și formează bază pentru logaritmi”.
Istoria numărului e începe cu John Napier (1550-1617), care a realizat o legătură între unele progresii aritmetice și progresiile geometrice, ceea ce a dus la dezvoltarea logaritmilor începând cu anul 1594 (Nap y).
Napier a demonstrat că operațiile de înmulțire și împărțire dintre termenii unei progresii geometrice pot fi puse în corespondență cu operațiile de adunare și scădere dintre termenii unei alte  progresii aritmetice (20 de ani).
A considerat progresia aritmetică:  0, α, 2α, 3α, 4α, ...nα, ...  și progresia geometrică: 1, 1+ α, (1+ α)2, (1+ α)3, ...(1+ α)n..., unde α= 10-7:
Fie {\displaystyle n\in {\mathbb {N} }}, atunci  y=nα se numește logaritmul numărului x=(1+ α)n
Punând  a=(1+ α) 1/α   va rezulta că  x=ay sau  logax=y
Considerând  y1=mα, y2=nα și  x1= (1+ α)m, x2=(1+ α)n  se va obține:   logax1x2=logaay1+y2=y1+y2=logax1logax2
Astfel, se poate observa că produsul s-a transformat în sumă.
Adrian Vlacq (1600 - 1667) a efectuat aceleași calcule pentru  α=10-14 . 
Gottfried Leibniz (1646 - 1716) a identificat și folosit pentru prima dată constanta e, dar sub denumirea de  b. 
Jacques (Jacob) Bernoulli în anul 1690, a demonstrat că:  e=limn→∞(1+1/n)n .
Cel care a stabilit litera e pentru această noțiune și a descoperit multe proprietăți remarcabile a fost Leonhard Euler (1707-1716). În lucrarea sa, Dorin Mărghidanu  îl identifică ca fiind cel mai profilic autor de pe planetă din toate timpurile și din toate domeniile cunoașterii, din punct de vedere al cantității de informație conținută. A scris 887 de titluri adunate in 72 de volume masive, aproximativ 800 de pagini pe an, de la 20 ani până la sfârșitul vieții (77 ani). Chiar dacă în ultimii 17 ani din viață și-a pierdut vederea în întregime, Euler a continuat să creeze dictând unor secretari. „El calcula fără nici-un efort aparent, precum oamenii respiră, sau precum vulturii se susțin în zbor” – spunea despre el,fizicianul francez Arago, contemporan cu Euler.
În anul 1737, Euler a demonstrat că numărul e este număr irațional.
Hermite, în anul 1873 a demonstrat că numărul e este număr trancendent.

## Constanta Euler–Mascheroni,γ
{\displaystyle \gamma =0,57721566490153286060651209008240243104215933593992}
Constanta Euler–Mascheroni a fost prima data folosită de Euler în anul 1734, dar sub notația de C sau O; 
Lorenzo Mascheroni în anul 1790 a folosit pentru aceeași constantă notație de {\displaystyle A} sau {\displaystyle a}, iar simbolul {\displaystyle \gamma } (gamma) a fost atribuit într-un final acestei notații datorită legăturii dintre aceasta și funcția Gamma {\displaystyle \Gamma (x)}. 
Euler a calculat primele 16 zecimale ale constantei {\displaystyle \gamma } în anul 1781, iar Mascheroni a calculat primele 32 zecimale (doar primele 19 erau corecte), iar in anul 1812, sub supravegherea lui Gauss, Nicolai a calculat corect primele 40 de zecimale ale numărului γ.
În anul 1734, Euler a demonstrat că șirul    bn=1+1/2+1/3+⋯+1/n-ln(n) , definit pentru orice  {\displaystyle n\in {\mathbb {N} }} *, ,  este un șir subunitar, strict pozitiv și strict descrescător.
Andile Mabaso a demonstrat iraționalitatea constantei, dar aceste demonstrații nu par a fi concludente.